# Selmar Spier

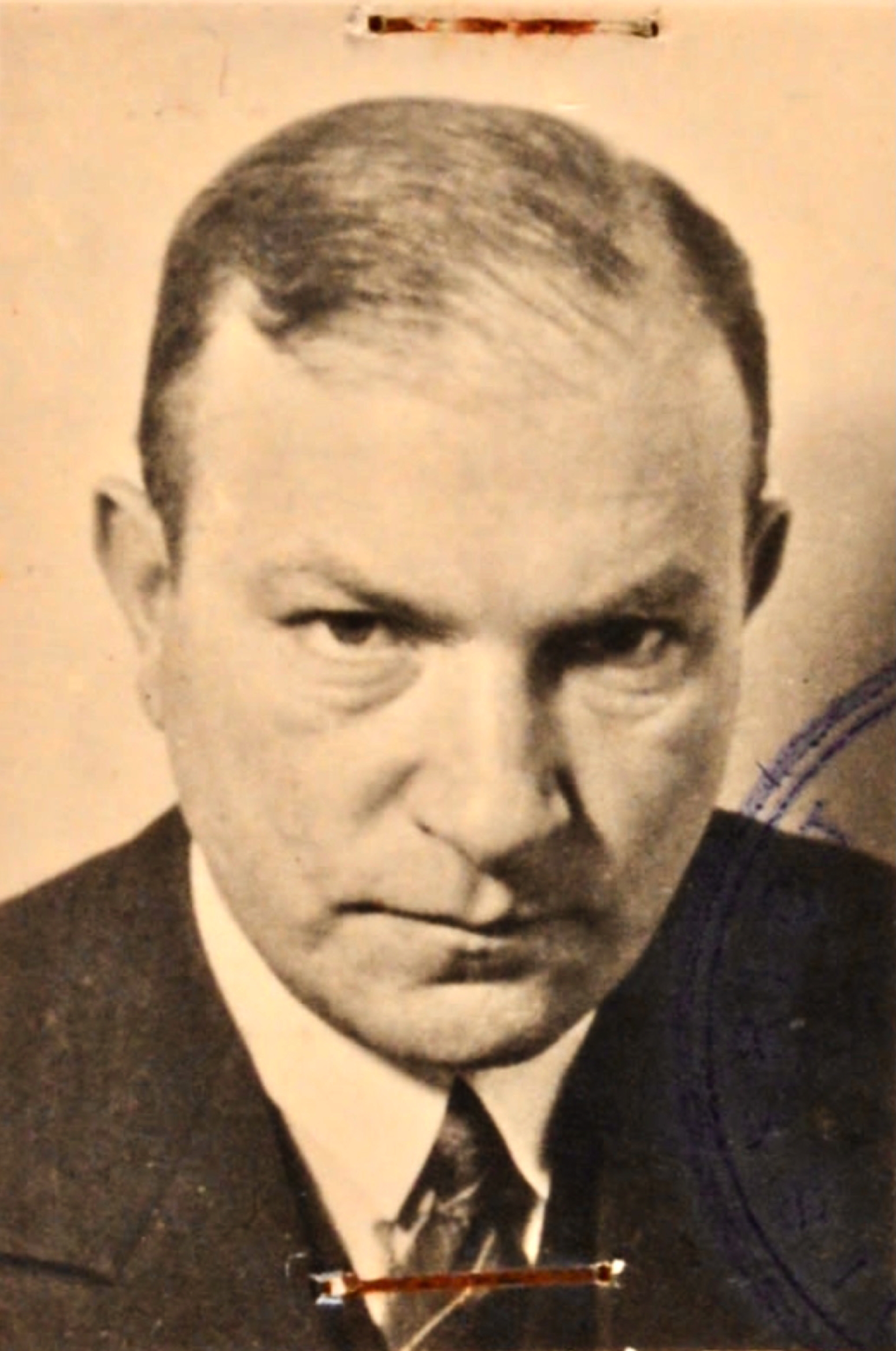
Selmar Spier nach seiner Emigration in das Mandatsgebiet Palästina, 1938

Selmar Spier (hebräisch סלמר ספיר; geboren am 8. März 1893 in Frankfurt am Main; gestorben am 11. November 1962 im Moschaw (hebr. מוֹשָׁב) Ramot Ha’Shavim (hebr. רָמוֹת הַשָּׁבִים), Israel) war ein deutsch-israelischer Jurist, Auslandskorrespondent, Landwirt, Historiker, Vortragsredner und Autor. Er setzte sich nach dem Ende des Zweiten Weltkrieges aktiv für die Wiedergutmachung der durch den Nationalsozialismus, den Antisemitismus und die damit verbundene Rassenpolitik erlittenen Schäden ein. Mit seiner Heimatstadt Frankfurt am Main emotional auf das Engste verbunden, engagierte er sich in der seitens der Stadt einberufenen Historikerkommission für die Erforschung der Geschichte der Frankfurter Juden und publizierte. Von den Nationalsozialisten 1933 an seiner weiteren Berufsausübung gehindert und nach Emigration expatriiert, erhielt er seine deutsche Staatsbürgerschaft und seine anwaltliche Zulassung Ende der 1950er Jahre wieder. Dennoch blieb der Multibegabte ein innerlich Zerrissener zwischen alter und neuer Heimat, ein Zustand, der sich situations- und altersbedingt sowie familiär nicht mehr auflösen ließ. Den Frankfurtern hat er ein publizistisches Werk hinterlassen, das die Stadt in ihrem baulichen Zustand vor den Weltkriegen liebevoll preist und seine persönlichen Eindrücke jener Zeitspanne schildert, insbesondere vor 1914.

## Familie

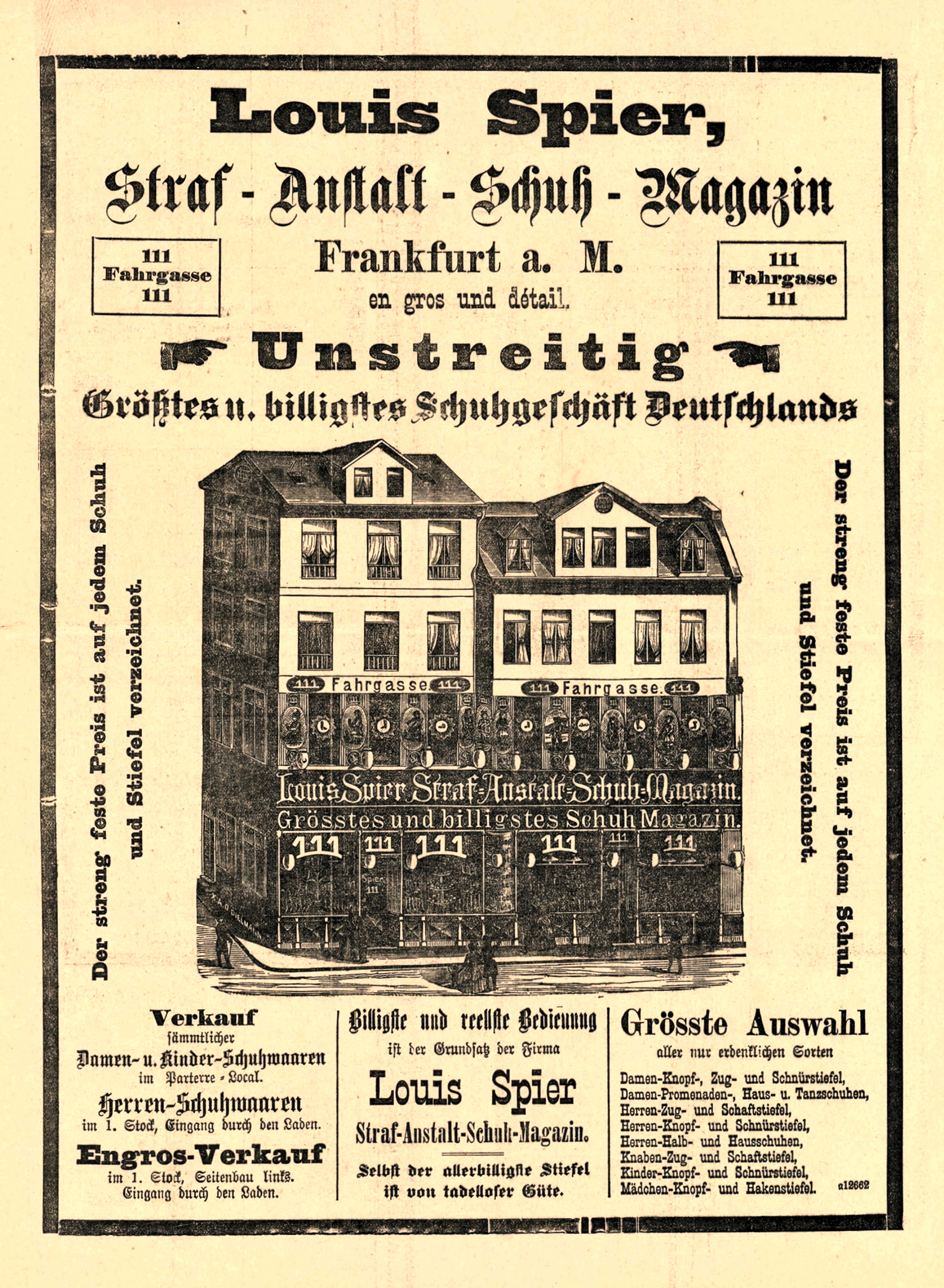
Ab 1891 war Selmar Spiers Vater Simon an der überregional expandierenden Leder- und Schuhwarenfirma Louis Spier beteiligt, Werbeanzeige 1888

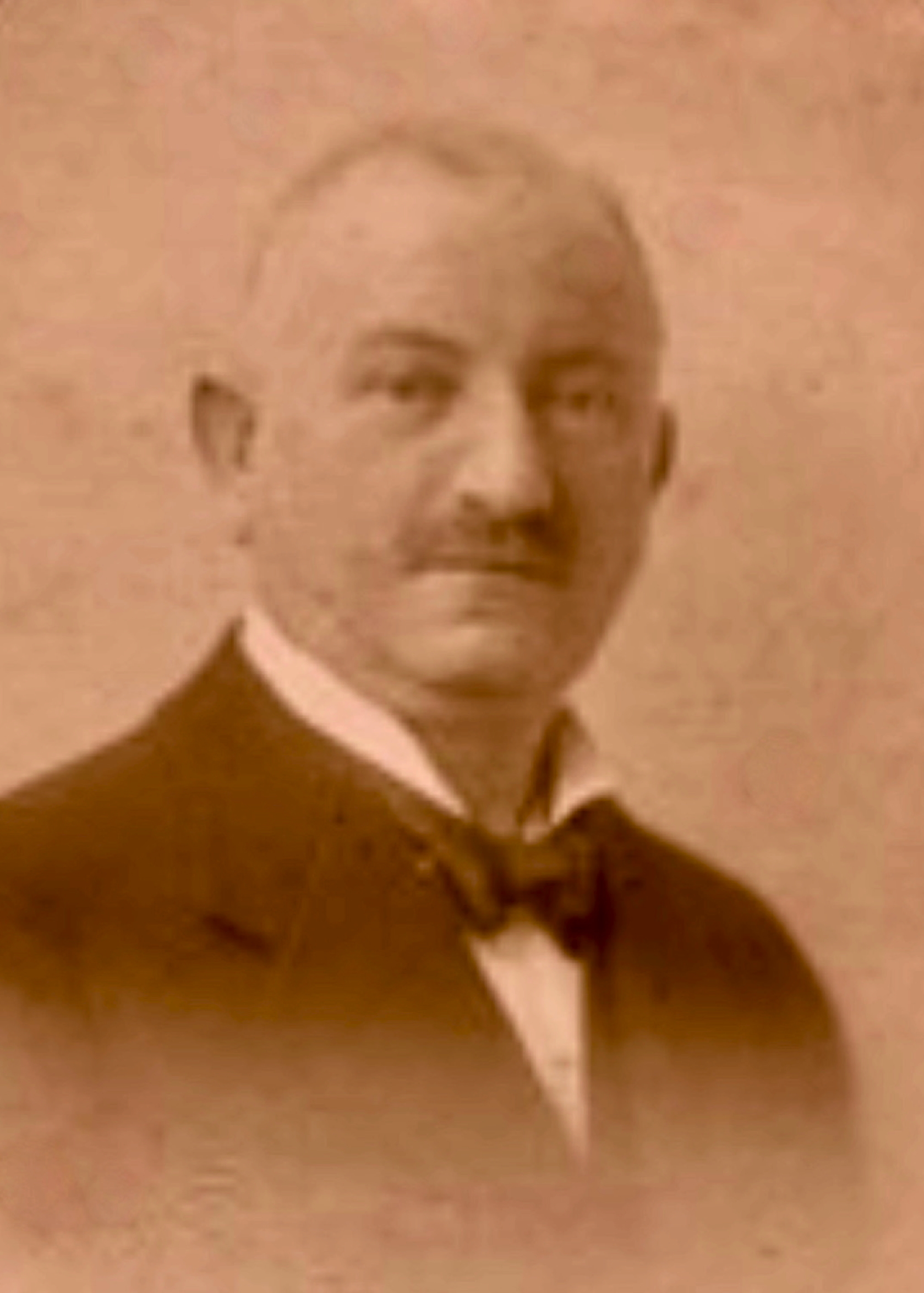
Der aus Kurhessen stammende Unternehmer Simon Spier (1859–1929), um 1910

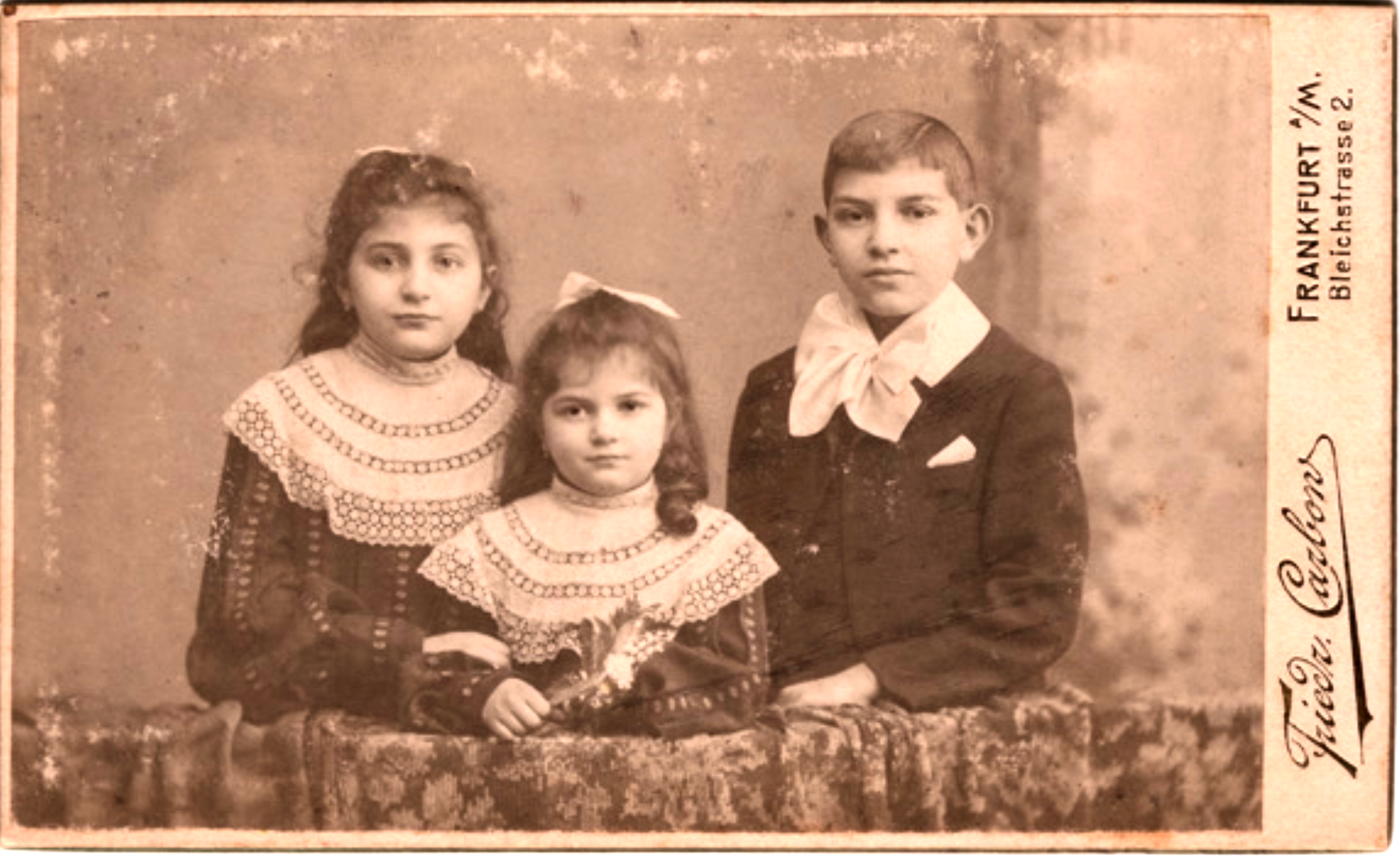
Flora, Thea und der etwa 10-jährige Realschüler Selmar Spier, etwa 1903

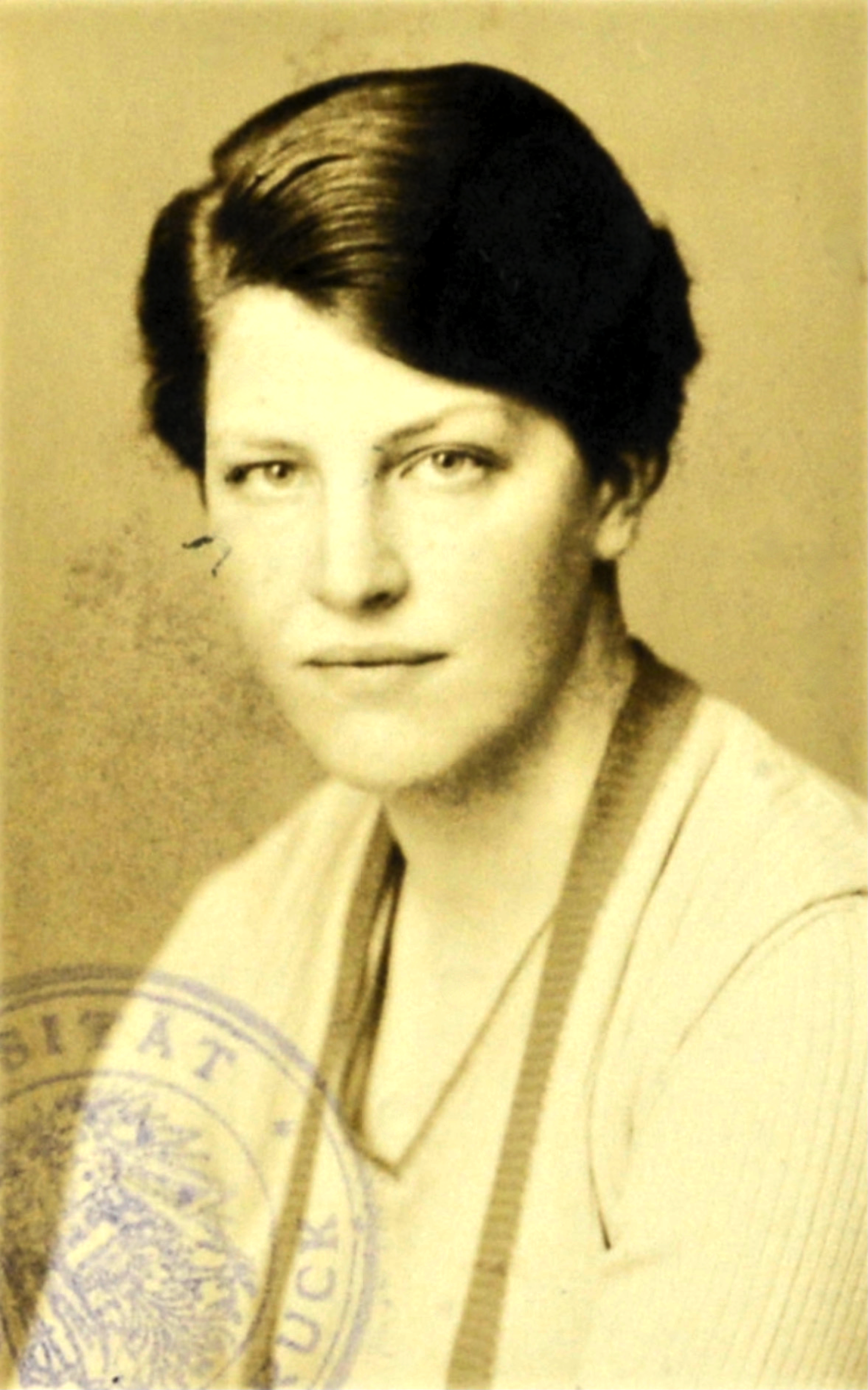
Die Medizinstudentin Ully „Marlene“ Herrmann, 1930

Selmar Spier war das erste Kind und der einzige Sohn des deutschen Unternehmers und Firmengründers Simon Spier (geboren am 31. Dezember 1859 in Schrecksbach, Kurhessen; gestorben am 23. Januar 1929 in Frankfurt am Main) und dessen Ehefrau Bertha, geb. Kaufmann (geboren am 27. Februar 1868 in Hilbringen bei Merzig; gestorben am 13. April 1946 in Ramot Ha’Shavim, Mandatsgebiet Palästina). Selmars Brit Mila fand am 16. März 1893 statt.
Er hatte zwei jüngere Schwestern, Flora (geboren am 25. Juni 1894; gestorben am 18. März 1983, verheiratet mit dem Stuttgarter Kaufmann Max Stettiner, geboren am 16. August 1887 in Stuttgart; gestorben 1963 in Israel) und Thea (geboren am 10. November 1898 in Frankfurt am Main; gestorben am 11. August 1990 in Charleston, South Carolina, USA, verheiratet mit dem oberfränkischen Kaufmann Ludwig Bamberger).
Sein Vater Simon eröffnete 1887/88 eine Schuhwaarenhandlung in Frankfurts Große Friedbergerstraße 7. 1891 wurde er Teilhaber seines bereits seit 1884 als Schuhhändler in der Fahrgasse 111 (Ecke Börnestraße) ansässigen Bruders, des Kaufmanns Louis Spier (geboren als Liebmann Spier am 17. Januar 1857 in Schrecksbach, Kurhessen; gestorben am 24. November 1930 in Frankfurt am Main), unter dessen angenommenem Namen das Geschäft firmierte. Beide eröffneten weitere Filialen, beispielsweise in der Neuen Kräme 9, in der Töngesgasse 32/34, im Steinweg 2, in der Fahrgasse 144, Fahrgasse 109, Fahrgasse 85 sowie am Roßmarkt 7, und entwickelten ihr Geschäft zu einem Großhandel, der auch in anderen deutschen Mittel- und Großstädten Filialbetriebe unterhielt. Als Geschäftsführer leiteten beide um 1910 zudem die Frankfurter Niederlassung der Chasalla-Schuhgesellschaft m.b.H., die in der Schillerstraße 1 residierte.
Am 20. März 1933 heiratete der 40-jährige Selmar Spier in Frankfurt am Main die 22-jährige Medizinstudentin Ully Herrmann (geboren am 6. April 1910 in Luckenwalde, Kreis Jüterbog-Luckenwalde, Provinz Brandenburg; gestorben am 29. März 1974 in Ramot Ha’Shavim, Israel), die er 1930 kennengelernt und sich mit ihr im November 1932 verlobt hatte. Sie war eine Tochter des mit dem Architekten Erich Mendelsohn befreundeten Fabrikanten und Mitbesitzers der Hutfabrik Friedrich Steinberg, Herrmann & Co., Gustav Jakob Herrmann (geboren am 4. April 1879 in Luckenwalde; gestorben am 18. Dezember 1932 ebenda), und dessen Ehefrau Marianne, geb. Isay (geboren am 9. April 1887). Aus der Ehe gingen die Tochter Miriam Maria (nach Emigration: Maria Miryam; geboren am 13. Juni 1935 in Frankfurt am Main, verheiratete Liver) und die Söhne Gustav Simon (Shimon Gustav; geboren am 2. Dezember 1937) und Johannes (Yohanan) hervor.
Selmar Spiers Ehefrau Ully nannte sich u. a. „Marlene“; ihr Zeugnis der Reife der Friedrichsschule (Reformrealgymnasium und Realschule) zu Luckenwalde vom 2. März 1929 wurde bereits auf diesen von der Geburtsurkunde abweichenden Vornamen ausgestellt, ebenso ihre Studienbücher der Friedrich-Wilhelms-Universität Berlin, der Leopold-Franzens-Universität Innsbruck, der Ludwig-Maximilians-Universität München und der Universität Frankfurt.
Aus einer schriftlichen anwaltlichen Anfrage von Selmar Spier aus dem Jahr 1930, die sich an das Einwohnermeldeamt Luckenwalde richtete, geht hervor, dass er Ully Herrmann zu diesem Zeitpunkt nicht unter deren richtigem Namen, sondern als Ulrike Juliane, genannt „Marlene“ Herrmann kannte. Ully Herrmann spielte offenbar mit beliebig angenommenen Vornamen, denn sowohl ihre Heiratsurkunde aus dem Jahr 1933, ihre Einbürgerungsurkunde aus dem Jahr 1958 als auch ihr 1970 ausgestellter deutscher Reisepass weisen ihren ursprünglichen Vornamen Ully aus.
Selmar Spier holte im Jahr 1930 anwaltliche Auskünfte bei mindestens einem Unternehmen ein, das ihm schriftlich Angaben zum Leumund der Hutfabrik von Ully Herrmanns Vater machte, die positiv ausfielen. Im Jahr 1932 beauftragte er eine Auskunftei damit, zu seinem eigenen Leumund zu recherchieren, um festzustellen, welche Informationen über ihn selbst verfügbar waren. Trotz einiger sachlicher Fehler fielen die Feststellungen positiv aus.

## Schule und Studium
Selmar Spier wuchs im Frankfurter Ostend in der Grüne Straße 40II. (Gebäude kriegsbedingt nicht erhalten) in einer 6-Zimmer-Wohnung in der Nähe des Zoologischen Gartens auf, einer damals noch vorstädtisch geprägten Umgebung. Dort befand sich auch die Samson-Raphael-Hirsch-Schule, die er im Alter von 6 bis 13 Jahren besuchte. Diese Realschule der Israelitischen Religionsgesellschaft (Adass Jisroel) bezeichnete Spier als „›das Frömmste‹, was ein deutscher Jude sich auszudenken fähig gewesen“ sei. Für den jungen Selmar geriet diese Schule zu einem sechsjährigen Martyrium; retrospektiv beschrieb er den dort gängigen Prügel-Comment zweier Lehrer. Der Entschluss seiner Eltern, den Sechsjährigen nicht zum liberalen Philanthropin zu schicken, war auf den dafür erforderlichen längeren Schulweg zurückzuführen.
Spier erinnerte: „Ich mag 4 Jahre alt gewesen sein […] als ich zum erstenmal mit der Religion bekannt wurde, in die ich hineingeboren bin: ein Kind, ein Gassenbub vermutlich, wie man bei uns zu Hause unbehütet herumstreichende Jungen zu bezeichnen pflegte, rief mir […] ein Wort nach: Judd’. Ich wußte nicht, was das war, fühlte aber die beleidigende Absicht und protestierte blindlings bei der […] Mutter. Deren Antwort war erstaunlich und löste bei mir ein Gefühl völliger Hilflosigkeit aus: ›Du bist einer‹, sagte sie“.
Schon in seiner Jugend wurde er mit antisemitischem Hass konfrontiert, den er zuerst in Flugblättern wahrnahm, die ganzjährig, vor allem aber in der Vorweihnachtszeit in die Briefkästen geworfen wurden und die Parole „Kauft nicht bei Juden!“ enthielten. „Es gab zwar Gleichheit vor dem Gesetz, und im Reich (wenn auch nicht in Preußen) allgemeines gleiches Wahlrecht zum Parlament und Press- und Gewerbefreiheit, aber sonst war alles noch lebendig, was 1900 Jahre Christentum und 250 Jahre Kleinstaaterei an Gegensätzen, Klassen, Abneigungen, vorgefaßten Meinungen hervorgebracht hatten.“
Im Februar 1907 zog sein Vater in das der Familie von Simon Spiers Ehefrau (Kaufmann Erben) gehörende Haus Eschenheimer Anlage 2II. & III. um (Gebäude kriegsbedingt nicht erhalten), in die Nähe des Gartenhauses des Freiherrn von Bethmann. Dort stürzte sich der 14-jährige Selmar, dessen Familie nur vereinzelte Bücher besaß, nach vorangegangener Lektüre der gesammelten Märchen der Brüder Grimm, der Deutschen Heldensage, der Bücher Mark Twains, des Robinson Crusoe von Daniel Defoe und des Lederstrumpf von James Fenimore Cooper begierig und wiederholt auf das Gesamtwerk Heinrich Heines.

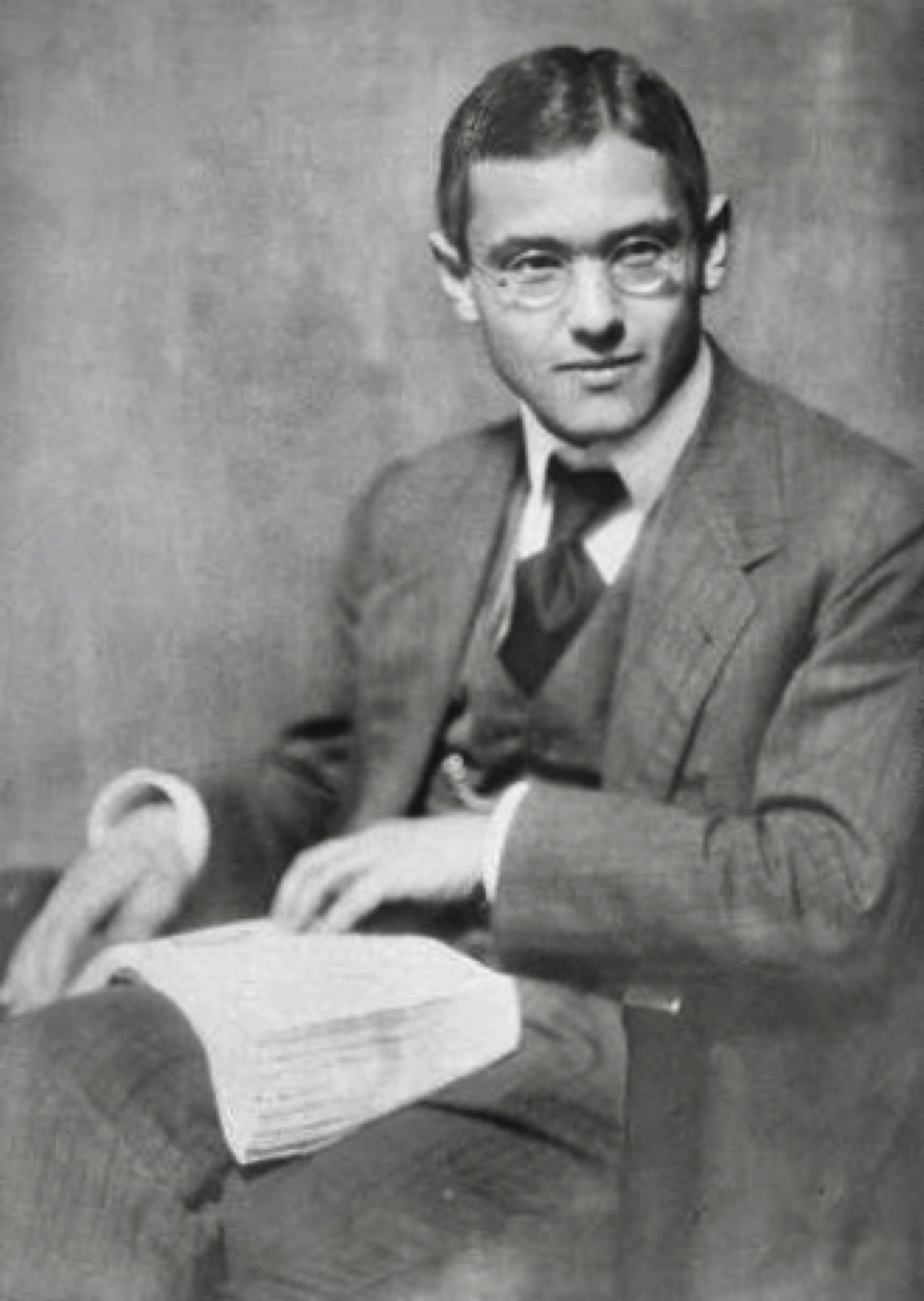
Klassenprimus Otto Max Hainebach, ab etwa 1905 bester Freund Selmar Spiers, Abitur am Frankfurter Goethe-Reformgymnasium 1911; Porträtfoto um 1912

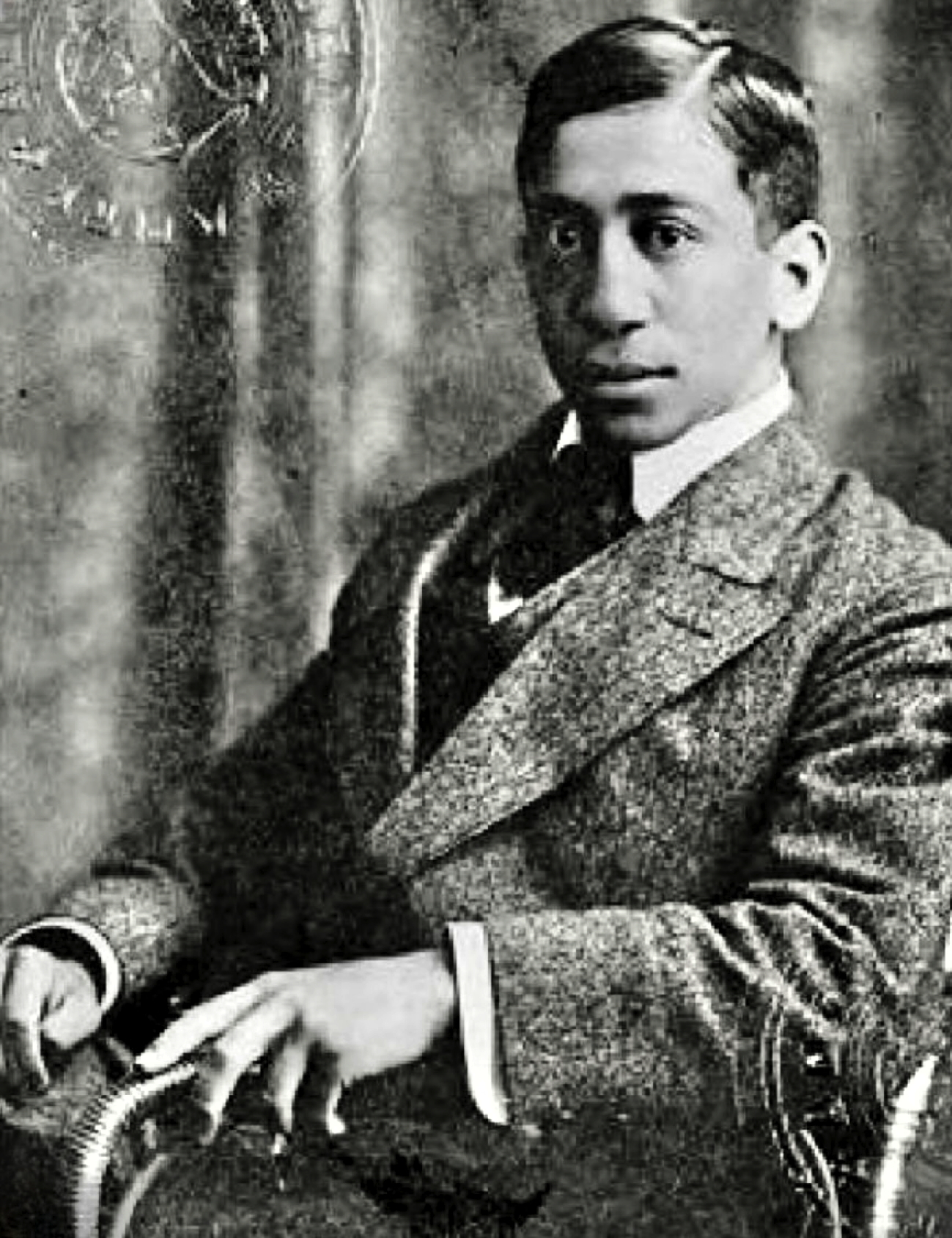
Siegfried „Friedel“ Kracauer bildete während des Studiums zusammen mit Otto Max Hainebach und Selmar Spier ein „Dreieck“ Frankfurter Freunde; Porträtfoto um 1912

Zur Untertertia (Jahrgangsstufe 8) wechselte Selmar Spier im Jahr 1905 auf das Goethe-Reformgymnasium im Westend, um seine Reifeprüfung abzulegen; ein weiter Schulweg stand nun sechsmal wöchentlich auf der Tagesordnung. Spier beschrieb das Goethe-Gymnasium als „das modernste an Schule, das geboten wurde, – von gewissen Landerziehungsheimen abgesehen“. Dort lernte er seinen Mitschüler, den „unbestrittenen Klassenprimus“ Otto Max Hainebach (1892–1916) kennen, den Spier als „weit begabter“ als sich selbst beschrieb, als temperamentvoll, einfallsreich und mit „kritischem Witz“ ausgestattet, aber auch als begabten Dichter charakterisierte. Zu Selmar Spiers gern erinnerten Lehrern zählten Kapazitäten wie der Schuldirektor Ewald Bruhn (1862–1936), sein Klassenlehrer Hans Merian-Genast (1866–1940) und Richard Schwemer, während es Max Flesch oblag, Spiers Horizont im Senckenbergianum zu erweitern.
Zu Selmar Spiers Mitschülern gehörten die Gefallenen des Ersten Weltkrieges, Ernst Adler, Ernst Ganz, Erich Haag, Otto Max Hainebach, Kurt Ladenburg, Wolfgang Reinert und Walter Sternberg sowie der während des Dritten Reiches im Konzentrationslager Mauthausen ermordete Direktor der Metallgesellschaft, Hermann Schmidt-Fellner, außerdem die aus dem NS-Staat Vertriebenen bzw. Emigrierten: der Bankier Friedrich „Fritz“ Flersheim (1892–1977), Otto Frank, der promovierte Rechtsanwalt und Notar Arthur Nawratzki (geboren am 16. Oktober 1892), der Jurist Richard Neukirch (1892–1958), der Chirurg Menny Rapp (1892–1974), der Dirigent Samuel Weissmann sowie der Kaufmann Max Wronker.
Nach bestandenem Abitur 1911 entschied er sich für ein Studium der Rechtswissenschaft, das er an der Ruprecht-Karls-Universität in Heidelberg (bei den Staatsrechtlern Gerhard Anschütz und Georg Jellinek), an der Alma Mater Lipsiensis in Leipzig, an der Ludwig-Maximilians-Universität in München, an der Friedrich-Wilhelms-Universität Berlin und an der Philipps-Universität Marburg absolvierte, allerdings unterbrochen vom Ersten Weltkrieg. In München erhielten die von den Studieninhalten enttäuschten Freunde Selmar Spier und Otto Hainebach im Herbst 1912 Zuwachs durch Siegfried „Friedel“ Kracauer, die künftig ein „Dreieck“ aus Frankfurt stammender Freunde bildeten. In Kracauers erstem literarischen Werk Ginster (1928), das autobiographische Züge hat, wird Otto Hainebach zur literarischen Figur, aus seinen Feldpostbriefen wurde ab 1918 vielfach zitiert.
Die Erste Juristische Prüfung absolvierte Spier im November 1918, die Zweite Juristische Prüfung im November 1921. Nach bestandener Großer Staatsprüfung erhielt Spier im November 1921 seine Patenturkunde zum Gerichtsassessor durch den preußischen Justizminister Hugo am Zehnhoff.

## Erster Weltkrieg

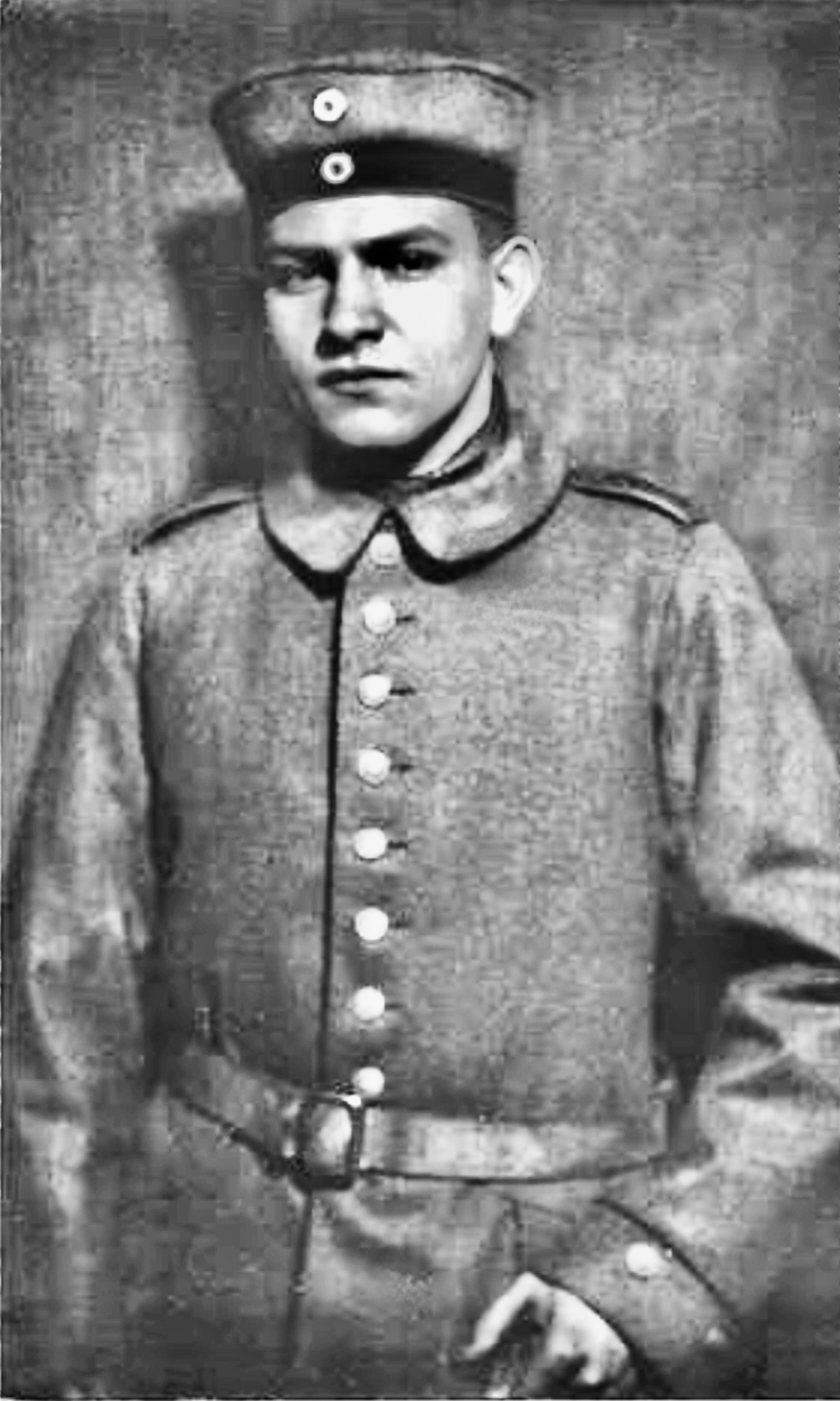
Selmar Spier als Rekrut, 1914

Am 8. Dezember 1914 wurde Selmar Spier als Rekrut der II. Ersatz-Abteilung des 2. Nassauischen Feldartillerie-Regiments Nr. 63 „Frankfurt“ zugewiesen, das der 79. Reserve-Division unter Bernhard Boeß unterstand. Ab 21. Februar 1915 teilte man ihn dann als Kanonier der Leichten Munitionskolonne II des Reserve-Feldartillerie-Regiments Nr. 21 zu. Von diesem Tag an bis zum Jahresende nahm er an Kämpfen in der Champagne teil. Dies setzte sich 1916 fort.
Am 28. Oktober 1915 war er zum überzähligen Gefreiten befördert worden. Ab dem 27. Juni 1916 gehörte er dem Stab dieses Regiments an (Stabsgefreiter) und nahm an der Schlacht um Verdun und weiteren dortigen Kämpfen teil. Vom 21. Februar bis zum 7. Dezember 1917 war er an Kämpfen in Lothringen beteiligt und an der Doppelschlacht Aisne-Champagne, an Kämpfen bei Reims, Cambrai sowie südlich und nördlich der Ailette.
Ab dem 2. März 1917 gehörte er dem Stab des Artillerie-Kommandeurs 126 an. Vom 24. Februar bis zum 9. April 1918 war er an Kämpfen in der Siegfriedstellung beteiligt, an der Großen Schlacht in Frankreich, an Kämpfen an der Ancre, Somme, Avre, zwischen Arras und Albert.
Am 14. April 1918 wurde er mit dem Eisernen Kreuz 2. Klasse ausgezeichnet. Fünf Tage später stürzte er beim Einziehen eines Telegraphenkabels in einen Graben und zog sich einen Kniegelenkserguss zu. Ab dem 12. November begann die Räumung des besetzten Gebietes und der Rückmarsch in die Heimat. Aufgrund des Kriegsendes wurde Spier am 5. Dezember 1918 aus dem Heeresdienst entlassen.

## Wirken

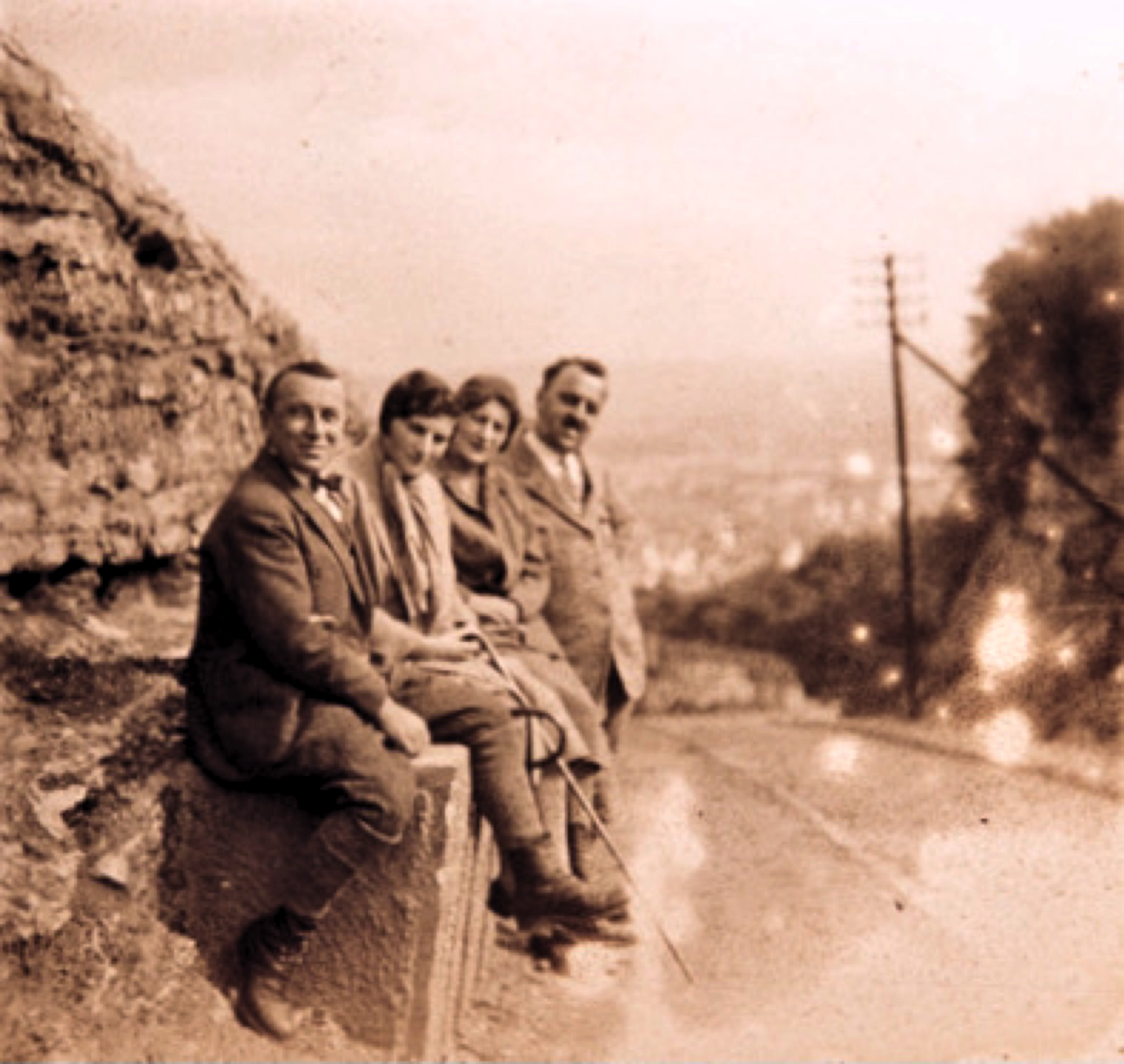
Von links: Selmar Spier mit seinen beiden Schwestern Thea und Flora sowie seinem Schwager Max Stettiner bei einer Wandertour, um 1930

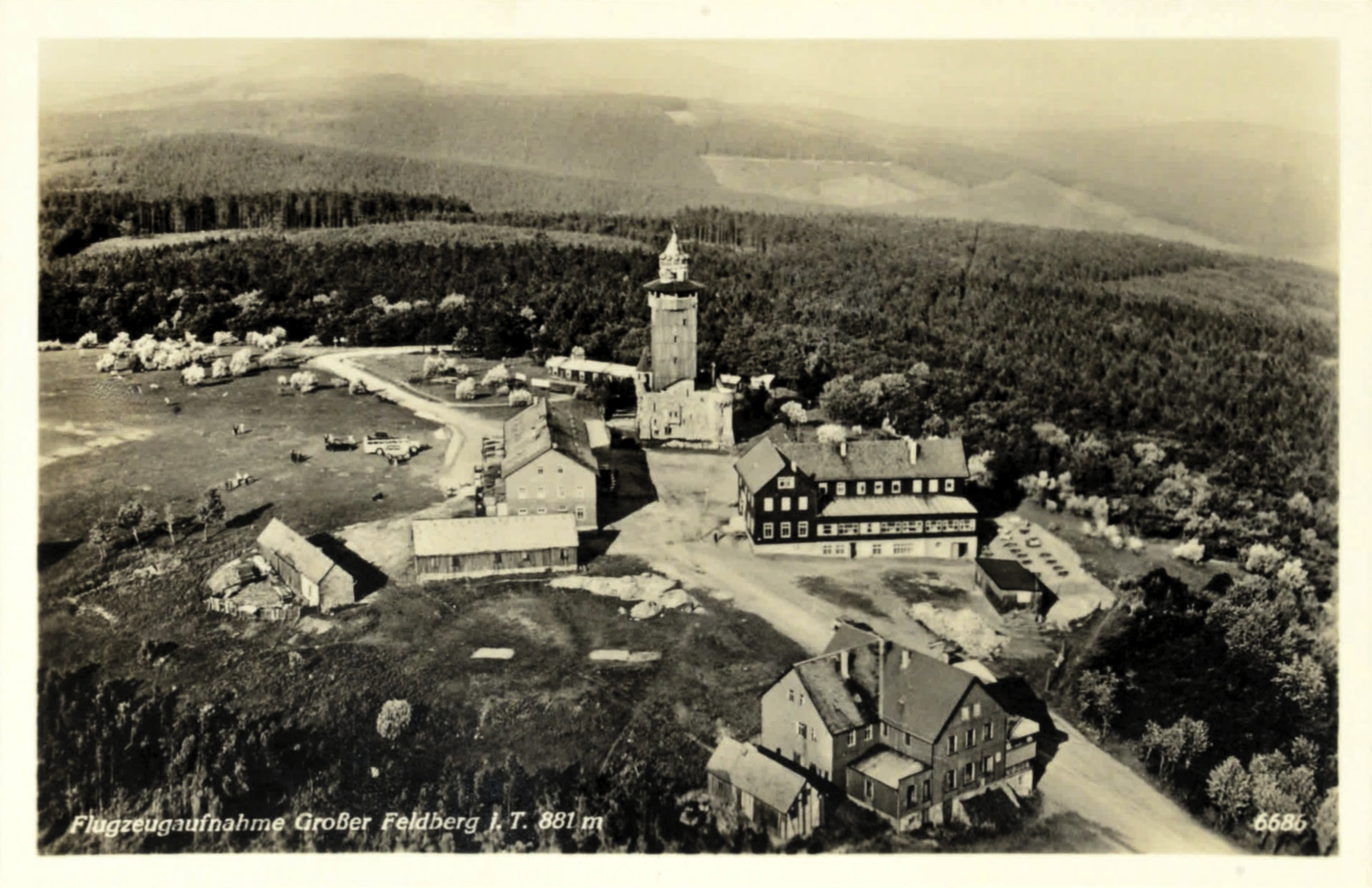
Regelmäßiges Wanderziel Selmar Spiers: der Große Feldberg bzw. der Hochtaunus

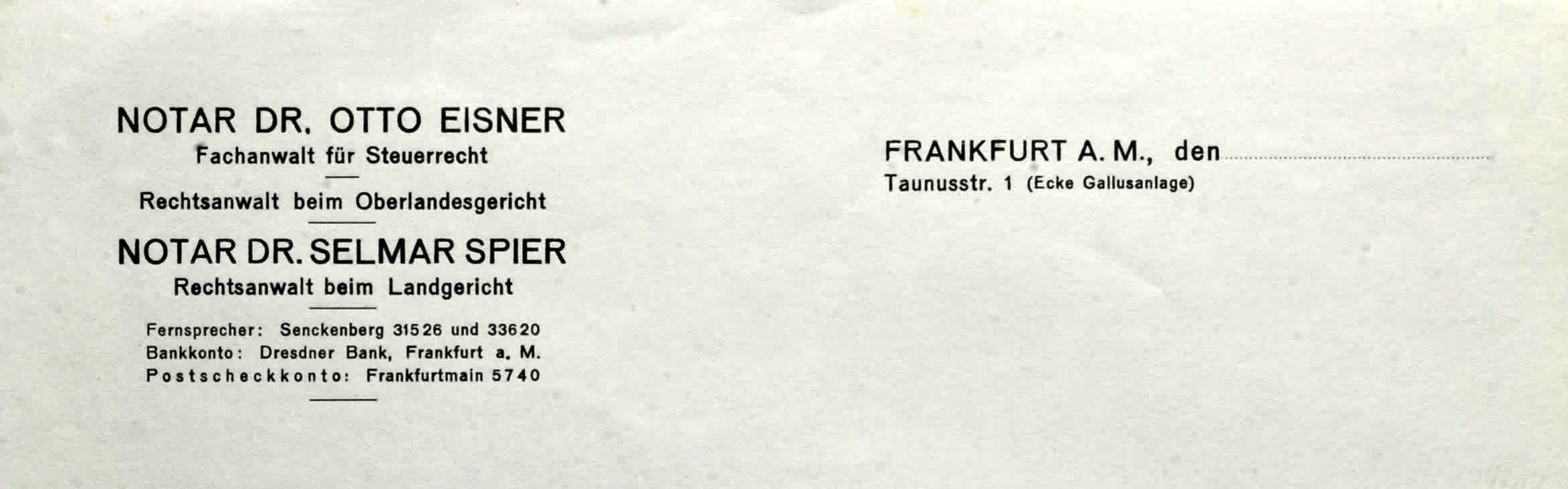
Briefkopf der Sozietät Eisner & Spier ab Juli 1930

Auf Selmar Spiers Gesuch hin, das er nach seiner Ersten Juristischen Prüfung am 21. November 1918 verfasst und abgesandt hatte, wurde er bereits mit Datum vom 4. Dezember 1918 vom Oberlandesgerichtspräsidenten in Frankfurt am Main zum Referendar ernannt und für sechs Monate dem Amtsgericht Frankfurt am Main zugewiesen.
Nach dem Studienabschluss, seiner Dissertation zum Thema Die Sozialdemokratie und das Strafrecht und seiner Mitte 1920 erfolgten Promotion zum Doctor iuris (Dr. iur.) wurde er nach verschiedenen anwaltlichen Tätigkeiten in Kanzleien und für Unternehmen in Frankfurt am Main sowie für den Bund der Auslandsdeutschen auf eigenen Wunsch aus dem preußischen Justizdienst entlassen und zur Rechtsanwaltschaft bei dem Landgericht Frankfurt am Main zugelassen.
Er wurde Mitglied des 1919 gegründeten Reichsbundes Jüdischer Frontsoldaten und schließlich Vorstandsmitglied von dessen Ortsgruppe Frankfurt am Main.
Ab 1924 wurde er als niedergelassener Rechtsanwalt in Frankfurt am Main tätig, wobei er sich primär auf das Aktienrecht und den gewerblichen Rechtsschutz spezialisierte, später auch auf das Urheber- und Verlagsrecht. Nebenbei wirkte er für Fachzeitschriften als Autor zu diesen Themenbereichen. Von 1925 bis 1933 schrieb er unter der Chiffre S.Sp. für den Wirtschaftsteil und das Feuilleton der renommierten Frankfurter Zeitung. Im Juli 1930 erhielt er namens des preußischen Justizministers Hermann Schmidt seine Bestallungsurkunde zum Notar.
Im Dezember 1927 wegen Vorliegens nur eines einzigen Wahlvorschlags für das gesamte Gremium ohne Wahl dazu bestimmt, war er von 1928 bis 1931 Mitglied der aus 36 Personen bestehenden Gemeindevertretung der liberalen Israelitischen Gemeinde Frankfurts (Hauptsynagoge), darunter auch Arthur Galliner, Jacob Löb Goitein, Eduard Strauss und Hermann Wronker. Etwa 1931 erwarb Selmar Spier das Mietshaus Freiligrathstraße 51 in Bornheim (Gebäude erhalten).

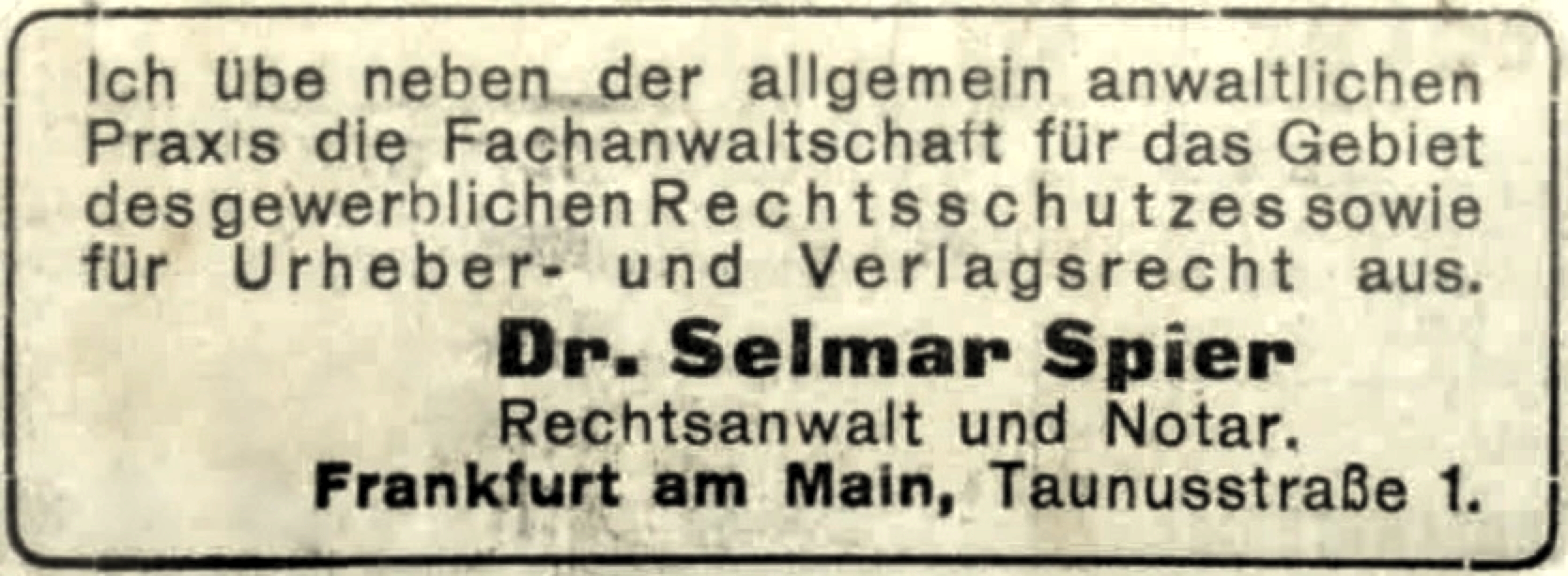
Inserat der Kanzlei, 1933

Unmittelbar nach dem 30. Januar 1933 begannen die Nationalsozialisten, die Arbeit jüdischer Rechtsanwälte und Notare zunehmend zu erschweren und sie schließlich mit dem Gesetz über die Zulassung zur Rechtsanwaltschaft von der weiteren Ausübung ihres Berufs auszuschließen, so auch Selmar Spier, der demgemäß am 24. November 1933 per Einschreibbrief aus dem Deutschen Anwaltverein ausgeschlossen wurde: „Nach der von dem 25. Deutschen Anwaltstag am 30. September ds. Js. […] beschlossenen neuen Satzung […] können Mitglieder dieses eingetragenen Vereins nur Rechtsanwälte deutschen (arischen) Blutes sein und bleiben“.
Damit stand Spiers Berufsgruppe nicht allein. Siegfried Kracauer bat ihn um außergerichtliche anwaltliche Unterstützung, als diesem die Frankfurter Zeitung am 5. April 1933 deutlich gemacht hatte, er solle sich nach einer neuen Existenz umsehen. Verbittert äußerte sich Kracauer gegenüber seinem alten Studienfreund Selmar: „Dieser Brief ist gleichbedeutend mit einer Kündigung, sucht nur die finanziellen Nachteile zu vermeiden. Den Juden und Linksmann wollen sie los sein, sonst nichts. Dafür habe ich elf Jahre gearbeitet, mich exponiert, mein halbes Leben vertan.“ Spier sollte bei der Frankfurter Zeitung eine rechtmäßige Kündigung Kracauers erwirken. Bis Ende Juni drückten den nach Paris geflüchteten Kracauer bereits so erhebliche finanzielle Sorgen, dass er Spier in Telegrammen dazu drängte, mit der Frankfurter Zeitung schnellstens zum Abschluss zu gelangen und dazu seine Ausgangsforderung nach einer Abfindung für acht Monate bis zum Jahresende um mehr als ein Drittel reduzierte, um schnellstmöglich an Geld zu kommen. Es dauerte trotzdem länger, bis eine Abfindung bei Kracauer eintraf. Die ganzen Umstände führten bei Kracauer zu einer Verstimmung gegenüber seinem Anwalt Spier, die wohl mehr dem erlittenen Stress beider Seiten in der Gesamtsituation zuzuschreiben ist.
Im Mai, Juni und Juli 1933 erlebte Spier in den von SA bewachten Frankfurter Gerichtsgebäuden Übergriffe gegen jüdische Juristen mit, die misshandelt, auf Lastkraftwagen gezwungen und für Stunden abtransportiert wurden.
Ende November 1933 sollte Spier in Jüterbog aufgrund eines dort anhängigen Ermittlungsverfahrens in „Schutzhaft“ genommen werden. Die Anordnung dazu wurde jedoch durch den Landrat des Kreises Jüterbog-Luckenwalde als Kreispolizeibehörde am 8. Dezember 1933 zurückgezogen.
Seine Ehefrau, die zuletzt an der Johann Wolfgang Goethe-Universität in Frankfurt Medizin studierte, durfte als Jüdin ihr Medizinstudium als cand. med. nicht weiter fortsetzen bzw. abschließen. Sie erlernte daher Krankengymnastik und eröffnete in der Voelckerstraße 12 eine eigene Praxis (Gebäude nicht erhalten, aber eine ganze Reihe baugleicher Nachbargebäude der Baujahre 1929/30). Im selben Gebäude lebte das Ehepaar ab März 1933, vis-à-vis der Familie des Juristen und SPD-Mitglieds Hugo Sinzheimer, die in der Voelckerstraße 11 wohnte.
Als seine Schwiegermutter Marianne Herrmann, geb. Isay (geboren am 9. April 1887), in „Schutzhaft“ genommen wurde, entschied er sich sofort, zusammen mit seiner Familie den NS-Staat zu verlassen. Ab 1934 bereitete er die Emigration ins Mandatsgebiet Palästina vor.
Lion Feuchtwanger vermerkte in einem Tagebucheintrag vom 14. Juni 1934 den Ankauf der Privatbibliothek Spier und Spiers Besuch. Sollte es sich dabei um Selmar Spiers Buchbestand gehandelt haben, wäre er demzufolge Mitte Juni 1934 zu Feuchtwangers Exil-Domizil nach Sanary-sur-Mer an die Côte d’Azur gereist, der Kontakt zu Feuchtwanger höchstwahrscheinlich über den in Frankreich exilierten Siegfried Kracauer hergestellt worden. Allerdings ist durch Selmar Spier selbst dokumentiert, dass er sich im Mai und Juni 1934 in Italien aufhielt.
Im Jahr 1934 erschien in Frankfurt am Main eine von Otto Fischer aus Rödelheim privat finanzierte Broschüre mit dem Titel Eine Antwort auf die Greuel- und Boykotthetze der Juden im Ausland, die rund 11000 jüdische Einwohner Frankfurts und ihre Geschäftsadressen veröffentlichte, u. a. Selmar Spiers Kanzleianschrift. Die Broschüre sollte dazu dienen, Juden gezielt geschäftlich bzw. beruflich zu boykottieren.

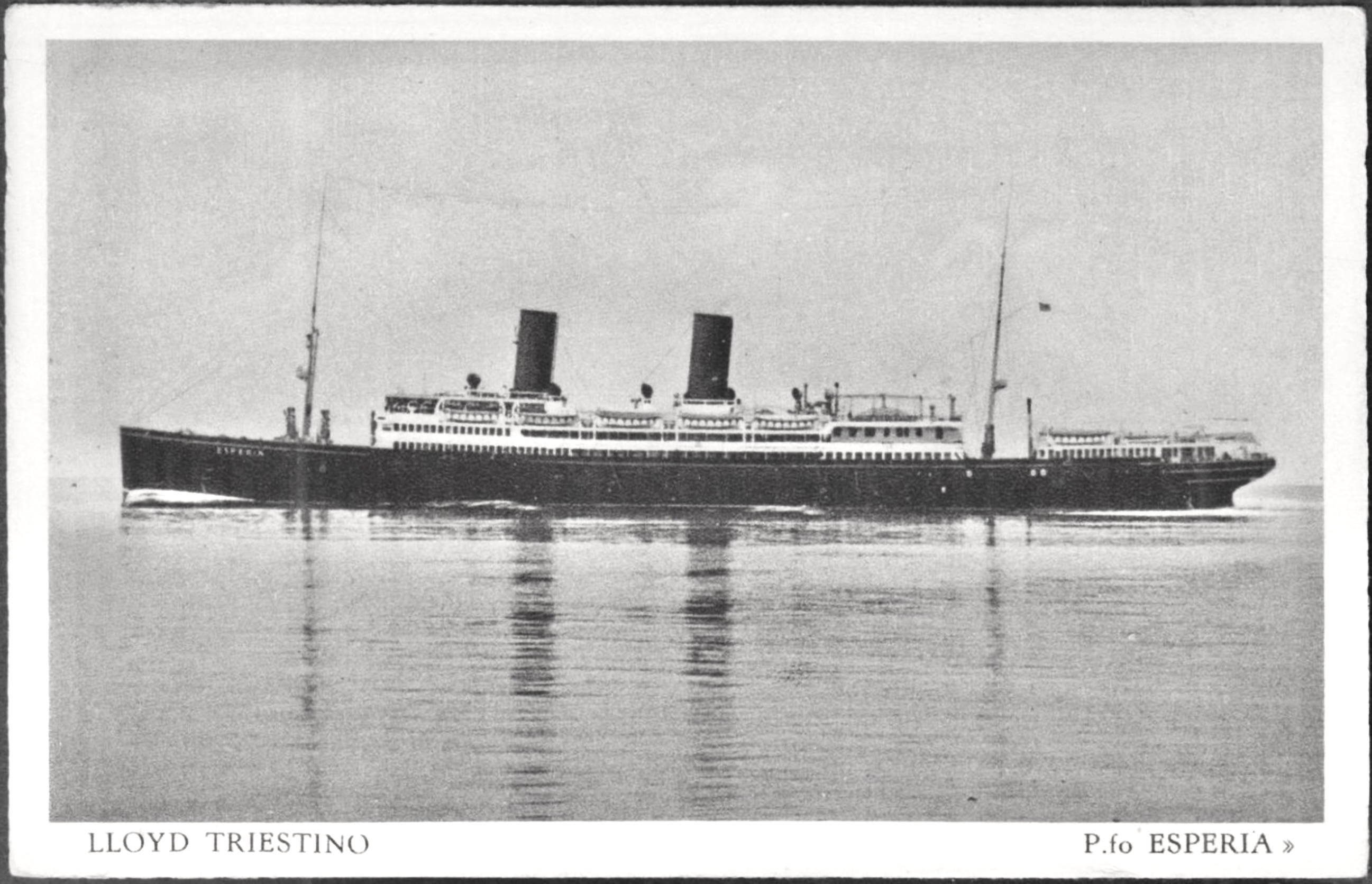
Esperia

Am 20. April 1935 reiste Spier zunächst allein mit dem italienischen Passagierschiff Esperia des Lloyd Triestino von Genua über Neapel und Alexandria nach Haifa, wo er am 25. April eintraf und zunächst in Quarantäne musste.
Im November 1935 wurde ihm schriftlich mitgeteilt, dass er auf Grund § 3 Reichsbürgergesetz in Verbindung mit § 4 Abs. 1 der Ersten Verordnung dazu vom 14. November 1935 (RGBl. I S. 1333) aus seinem Amt als Notar ausgeschieden sei. Am 7. April 1936 erreichte ihn die kurze schriftliche Mitteilung des Landgerichtspräsidenten Frankfurt am Main, dass er mit Wirkung vom selben Tag aus der Liste der zugelassenen Rechtsanwälte gelöscht worden sei. 1936 folgten ihm seine Ehefrau mit ihrer neun Monate alten Tochter Miriam und deren Großmütter Bertha Spier, geb. Kaufmann, und Marianne Herrmann, geb. Isay, nach Palästina. Dort sprachen alle Familienmitglieder weiterhin Deutsch.
Ab 1936 arbeitete Selmar Spier als Landwirt in der überwiegend von deutschen Akademikern aufgebauten Siedlung Ramot Ha’Shavim, züchtete Geflügel, baute Obst und Gemüse an und wurde dort zum Bürgermeister gewählt.

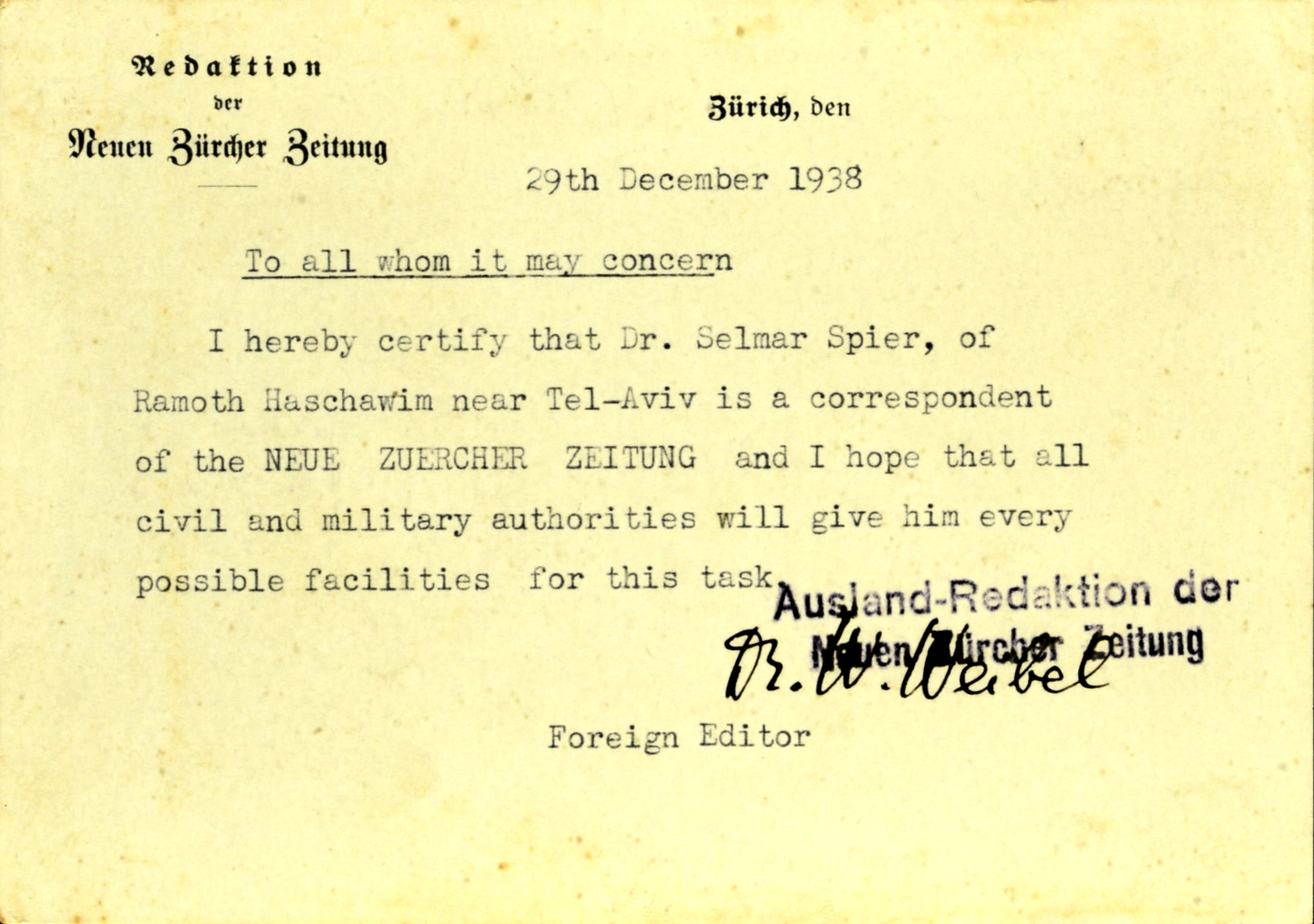
Palästina-Korrespondent der Neuen Zürcher Zeitung ab März 1936

Von 1936 bis 1940 wurde er als Palästina-Korrespondent und ständiger Mitarbeiter der Neuen Zürcher Zeitung mit Sitz in Tel Aviv tätig, akkreditiert bei der Palestine Royal Commission. Gleichzeitig jedoch begannen 1936 rund anderthalb Jahrzehnte teils harte landwirtschaftliche Arbeit, die dem eher akademisch und bildungsbürgerlich geprägten Charakter Spiers nicht entsprachen, der sich im Lauf der Jahre neben seiner juristischen Expertise auch in der Historie und sogar in der Archäologie so umfangreiche Spezialkenntnisse angeeignet hatte, dass sie eine erweiterte Allgemeinbildung weit übertrafen. Derlei Wissen und Kompetenz drängte ihn nach deren Anwendung.
Der Bildhauer Benno Elkan brachte gegenüber seinem lieben Freund Selmar Spier mit Familie im Juni 1938 aus London schriftlich die Freude zum Ausdruck, der „deutschen Hölle“ entronnen zu sein.
1944 nahm Spier an einem Weiterbildungskurs des Journalisten Fritz Goetz (1876–1957) teil, der früher im Ullstein Verlag als Verlagsdirektor und Chefredakteur, für die Berliner Morgenpost und als Ressortleiter bei der Vossischen Zeitung sowie unter Emil Dovifat als Dozent am Zeitungswissenschaftlichen Institut der Friedrich-Wilhelms-Universität Berlin tätig gewesen war. Goetz bescheinigte Spier die Befähigung, in jeder Zeitungsredaktion erfolgreich mitarbeiten zu können.
Am 1. November 1946 brachten Bildhauer Benno Elkan und Ehefrau Hedwig Judith, geb. Einstein (1884–1959), aus London schriftlich beste Wünsche für Gesundheit und Wohlergehen Selmar Spiers und dessen Familie zum Ausdruck, speziell angesichts der aktuellen Lage im Mandatsgebiet Palästina. Elkan berichtete, er arbeite gerade an einem Davidsleuchter für die Knesset sowie an einer Grabtafel und schreibe u. a. an einem Buch über sein Leben, das sich intensiv seiner Zeit in Frankfurt am Main widmen solle.

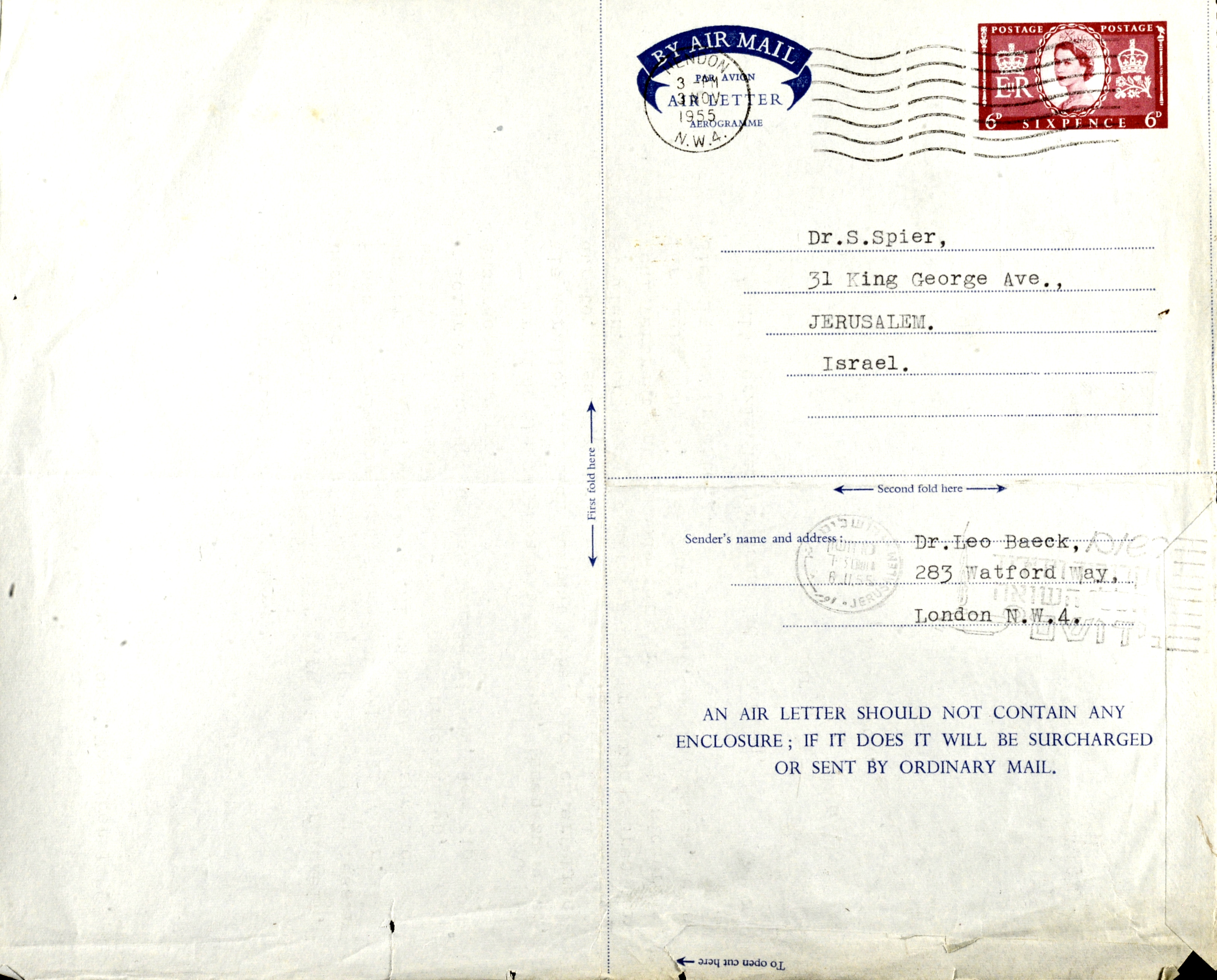
Umschlag eines Schreibens von Leo Baeck an Selmar Spier, 1955

Sechzehn Jahre nach seiner Emigration kehrte Spier erstmals 1951 besuchsweise nach Frankfurt am Main zurück. Von 1955 bis 1958 war er als Generalsekretär bzw. Geschäftsführer des Leo-Baeck-Instituts in Jerusalem tätig und arbeitete an dessen Jahrbuch mit. Ab 1958 gehörte er zum juristischen Stab der United Restitution Organization (URO) in Frankfurt am Main unter Direktor Kurt May (1896–1992), wo er sich für zahlreiche Mandanten um die Restitution geraubten und „arisierten“ jüdischen Eigentums bemühte.
Dort zeigte sich seine intensive Verbundenheit mit seiner Heimatstadt, deren Vorkriegszustand er nachtrauerte, insbesondere dem Totalverlust des historischen Altstadtkerns durch die alliierten Bombenangriffe. Er beschritt die Wege, die er als Kind und Schüler gegangen war, freute sich über alles erhaltene bzw. noch wiedererkennbare und empfand gleichzeitig tiefe Trauer über die vielen Verluste an historischer Bausubstanz und die große Anzahl vertriebener und getöteter Frankfurter, die sich emotional zu seinem persönlichen Verlust der Heimatstadt addierten.
Am 14. Mai 1958 erhielt Selmar Spier durch den Oberbürgermeister der hessischen Landeshauptstadt Wiesbaden die Einbürgerungsurkunde der Bundesrepublik Deutschland ausgehändigt, die am 24. April 1958 durch den Regierungspräsidenten in Wiesbaden ausgefertigt worden war. Spiers Gesuch vom 9. November 1959, wieder zur Rechtsanwaltschaft zugelassen zu werden, entsprach der Hessische Minister der Justiz mit Schreiben vom 16. Dezember 1959 und erteilte ihm die Zulassung beim Oberlandesgericht Frankfurt am Main. Spier war dann rund drei Jahre wieder in Frankfurt am Main gemeldet. Ehefrau und Kinder hielten ihn an Israel gebunden, während es ihn nach Deutschland zu seiner historischen Forschung und zur Unterstützung von Restitutionsansprüchen zog.
Er wurde in die von der Stadt Frankfurt am Main eingesetzte Kommission zur Erforschung der Geschichte der Frankfurter Juden berufen.

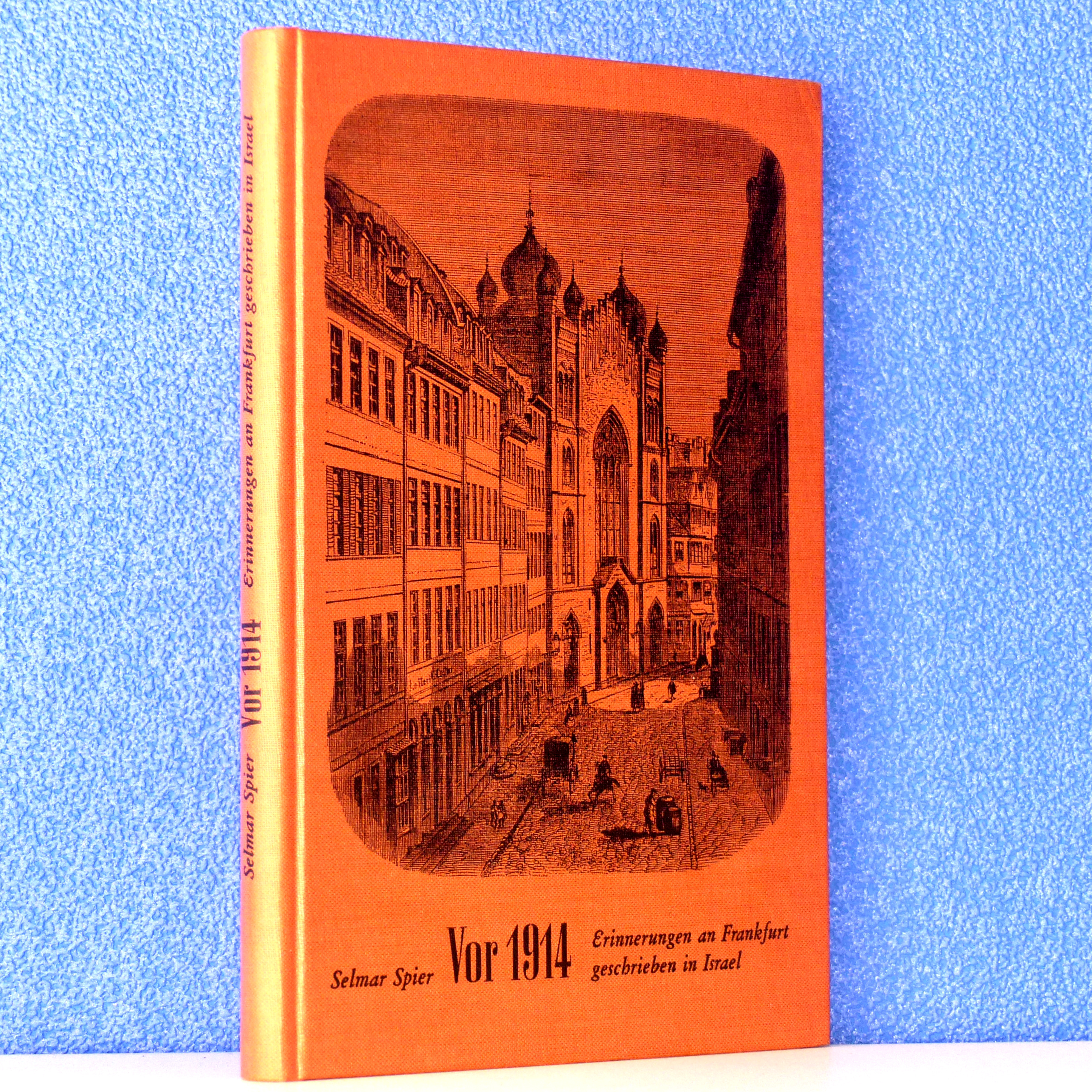
Buchdeckel: Vor 1914. Erinnerungen an Frankfurt – geschrieben in Israel, 1. Auflage 1961

1961 veröffentlichte er nach vorangegangener Unterstützung durch den Frankfurter Bürgermeister Walter Leiske, den Leiter des Frankfurter Stadtarchivs, Hermann Meinert, und den Oberrabbiner Kurt Wilhelm, das Buch Vor 1914 – Erinnerungen an Frankfurt geschrieben in Israel und arbeitete bereits an den Fortsetzungsprojekten Zwischen den Kriegen und Nach 1933. Unter den vielen positiven Reaktionen auf die Buchveröffentlichung befand sich ein Schreiben des Nobelpreisträgers Otto Hahn, der in der Beschreibung von Spiers Lateinlehrer Hahn seinen Bruder wiederzuerkennen glaubte.
Siegfried Kracauer kommentierte Spiers Buchveröffentlichung so: „Ich selber sehe jetzt durch Dich besser den Hintergrund, gegen den sich meine eigene Jugend abspielte.“ Kracauer goutierte insbesondere den „leise[n], trockene[n] Sarkasmus“, mit dem sich Spier in seinem Buch über „das Vaterland“ ausließ, auf humorvolle Art und Weise und mit leichtem Anflug einer Verdrossenheit, „der unwiderstehlich ist“.
Einen Monat vor seinem Tod kehrte Spier zu seiner Familie nach Israel zurück. Zuvor hatte er bereits über gesundheitliche Probleme berichtet. Dem Eindruck von Freunden zufolge ahnte er wohl seinen nahenden Tod.
Selmar Spier verstarb im Alter von 69 Jahren.

## Nachlass
Ein Teil des Nachlasses von Selmar Spier befindet sich im Institut für Stadtgeschichte in Frankfurt, weitere bei Yad Vashem und im Leo Baeck Institut, ein Teil seiner Korrespondenz im Deutschen Literaturarchiv Marbach, darunter Briefe an und von Siegfried Kracauer und Benno Reifenberg, damalige Feuilletonchefs der Frankfurter Zeitung, und an den Redakteur des Auslandsressorts der Neuen Zürcher Zeitung, den promovierten Churchill-Übersetzer Walther Weibel (1882–1972). Weitere Unterlagen liegen im Universitätsarchiv der Johann Wolfgang Goethe-Universität in Frankfurt am Main sowie im Hessischen Hauptstaatsarchiv in Wiesbaden. Zwischen 1911 und 1958 führte Spier Tagebücher, die erhalten sind.

## Werke

### Veröffentlichungen (Auszug)
- Die Sozialdemokratie und das Strafrecht, Rechtswissenschaftliche Dissertation, Frankfurt am Main 1920, OCLC 73018760
- Der umstrittene Verlagswert. In: Die Fachzeitschrift, Berlin 1927, OCLC 725123239, S. 1–4.
- Jewish History as we see it. In: The Leo Baeck Institute Year Book, 1956, OCLC 868667171, S. 3–14.
- The Fatherland. In: The Leo Baeck Institute Year Book, 1959, OCLC 460260091, S. 294–308.
- Vor 1914 – Erinnerungen an Frankfurt geschrieben in Israel, Verlag Waldemar Kramer, Frankfurt am Main 1961, OCLC 163790300, 2. Auflage 1968 ebda., OCLC 976826043
- Das Gesetz zur Wiederherstellung des Berufsbeamtentums. In: Dokumente zur Geschichte der Frankfurter Juden 1933–1945. Kommission zur Erforschung der Geschichte der Frankfurter Juden (Hrsg.), Verlag Waldemar Kramer, Frankfurt am Main 1963, OCLC 4284413, S. 55f.[135]
- Das Vaterland. In: Frankfurter jüdische Erinnerungen. Thorbecke, Sigmaringen 1997, ISBN 3-7995-2319-7. S. 157–167.

### Manuskripte
- Anfang - Mitte - Ende. Versuch der Kulturgeschichte eines gewöhnlichen Lebens, maschinenschriftliches Manuskript, 1954, OCLC 1018026930, digitalisiert im Center for Jewish History, auf: cjh.org
- Zwischen den Kriegen (Erste Fortsetzung des veröffentlichten Buches Vor 1914 – Erinnerungen an Frankfurt geschrieben in Israel), unvollendet
- Nach 1933 (Zweite Fortsetzung des veröffentlichten Buches Vor 1914 – Erinnerungen an Frankfurt geschrieben in Israel), unvollendet